# Aivar Sõerd

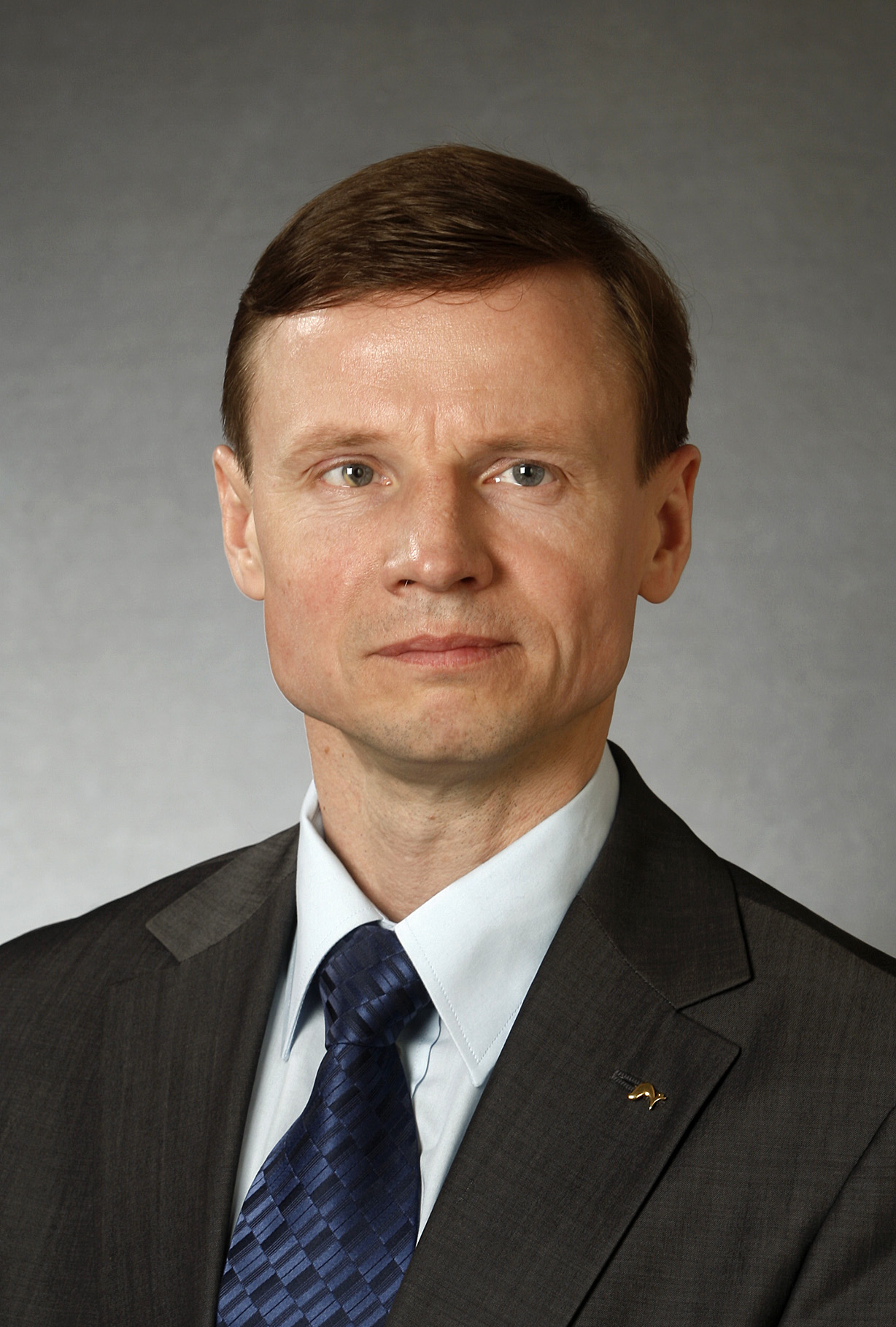
Aivar_Sõerd (2011)

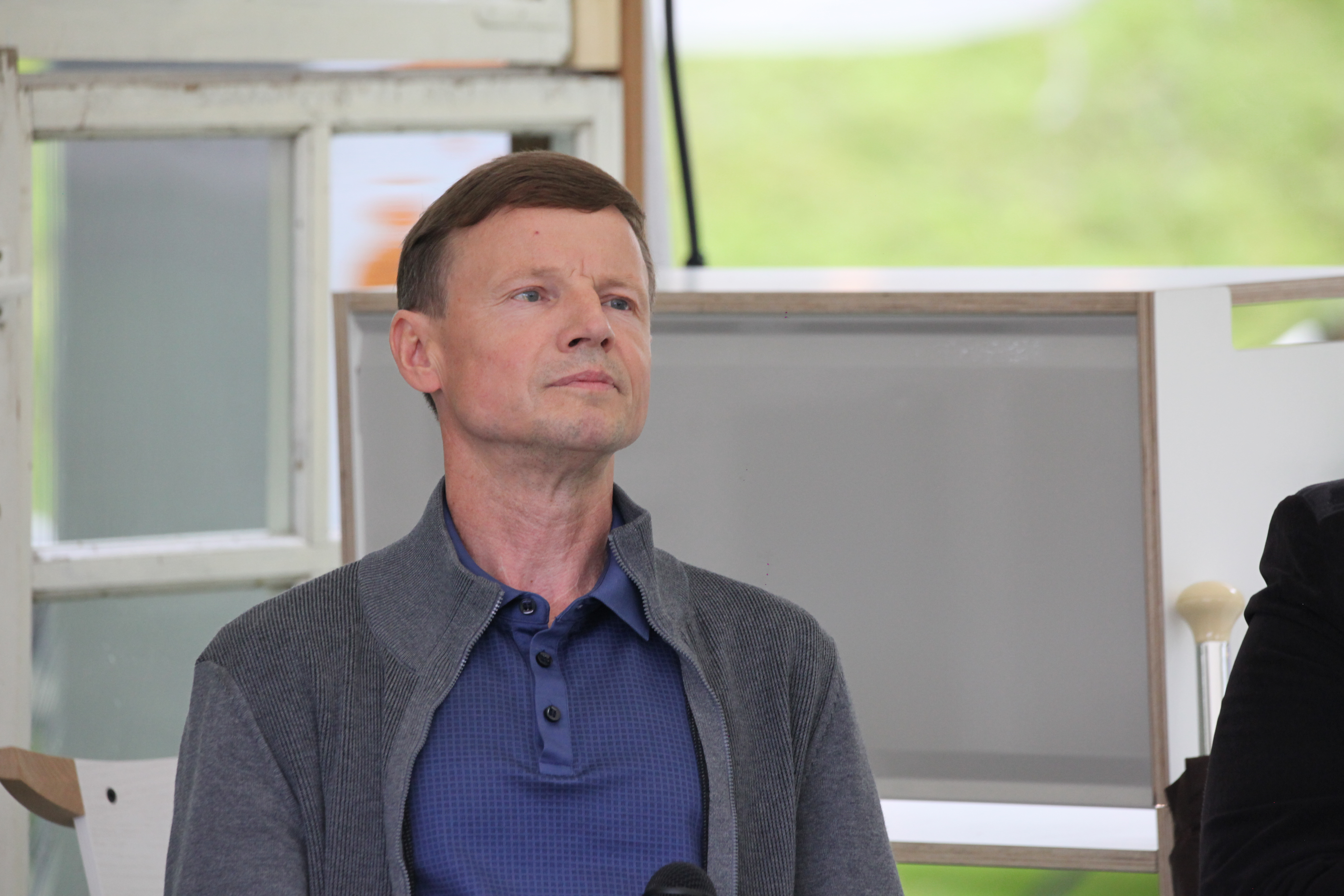
Aivar Sõerd (2021)

Aivar Sõerd (* 22. November 1964 in Haapsalu) ist ein estnischer Politiker und Finanzexperte.

## Leben und Politik
Aivar Sõerd schloss 1983 die Schule im südestnischen Võru ab. 1990 graduierte er an der Wirtschaftswissenschaftlichen Fakultät der Universität Tartu. Weiterführende Studien führten ihn von 1994 bis 1996 an die Universität Oulu in Finnland.
Von 1990 bis 1993 war Sõerd zunächst bei einem estnischen Versicherungskonzern beschäftigt. Anschließend wechselte er von 1993 bis 1996 ins estnischen Finanzministerium.
Von 1996 bis 1999 war Aivar Sõerd stellvertretender Direktor des Estnischen Steueramts (Eesti Maksuamet). Von 1999 bis 2003 leitete er die Behörde. 2003 musste Sõerd im Streit mit dem damaligen Finanzminister Tõnis Palts sein Amt abgeben. 2004/2005 war Sõerd Geschäftsführer des estnischen Verlag Vaba Maa, bevor es ihn in die aktive Politik zog.
Von April 2005 bis April 2007 war Sõerd Finanzminister der Republik Estland in der Koalitionsregierung von Ministerpräsident Andrus Ansip. Er gehörte dem damaligen Kabinett als Mitglied der ländlich orientierten Estnischen Volksunion (Rahvaliit) an.
Nach seinem Ausscheiden aus der Regierung war er zunächst wieder in der Privatwirtschaft bei einem estnischen Touristik-Unternehmen tätig.
2010 trat Sõerd aus der sich in Auflösung befindlichen Estnischen Volksunion aus und schloss sich der liberalen Estnischen Reformpartei (Eesti Reformierakond) an. Bei der Parlamentswahl 2011 wurde er erstmals in den Riigikogu gewählt. Bei den Parlamentswahlen 2015 und 2019 konnte der Finanzexperte erfolgreich sein Abgeordnetenmandat verteidigen.